# Elko (Carolina do Sul)
Elko é uma cidade  localizada no estado norte-americano de Carolina do Sul, no Condado de Barnwell.

## Demografia
Segundo o censo norte-americano de 2000, a sua população era de 212 habitantes.
Em 2006, foi estimada uma população de 210, um decréscimo de 2 pessoas (-0.9%).

## Geografia
De acordo com o United States Census Bureau, tem uma área de
3,0 km², dos quais 3,0 km² cobertos por terra, e 0,0 km², cobertos por água.

## Localidades na vizinhança
O diagrama seguinte representa as localidades em um raio de 20 km ao redor de Elko.